# Лесичери
Лесиче́ри (болг. Лесичери) — село у Великотирновській області Болгарії. Входить до складу общини Павликени.

## Населення
За даними перепису населення 2011 року у селі проживали 493 особи.
Національний склад населення села:
| Національність   | Кількість осіб | Відсоток |
| ---------------- | -------------- | -------- |
| болгари          | 446            | 98,9%    |
| турки            | 4              | 0,9%     |
| Всього відповіли | 451            |          |

Розподіл населення за віком у 2011 році:
Динаміка населення: